# Herbert Heidtmann
Herbert Heidtmann (né le 16 avril 1928 à Derschlag et mort le 18 avril 2013 à Gummersbach) est un homme politique allemand, administrateur de district honoraire et membre du Landtag de Rhénanie-du-Nord-Westphalie (SPD).

## Biographie
Après avoir étudié à l'école primaire et au lycée, il étudie l'allemand et la géographie à l'Université de Cologne. Il réussit les premier et deuxième examens d'État pour l'enseignement dans les lycées. Il travaille ensuite à l'école, plus récemment en tant que chef du Gymnase Dietrich Bonhoeffer à Wiehl. En 1963, Heidtmann devient membre du SPD. Il est présent dans de nombreuses branches du SPD et est président du sous-district SPD de l'arrondissement du Haut-Berg. À partir de 1965, il est membre de l'Union de l'éducation et de la science.
Il est marié et a deux enfants. Il est le père du musicien de jazz Stefan Heidtmann.

## Parlementaire
Du 30 mai 1985 au 31 mai 1995, Heidtmann est membre du Landtag de Rhénanie-du-Nord-Westphalie. Il représente la 26e circonscription (Arrondissement du Haut-Berg II). Il est membre du conseil de l'arrondissement du Haut-Berg de 1975 à 1989 et de 1994 et de 1994 à 1999, Heidtmannson son président. À partir de 1964, il est membre du conseil municipal de Bergneustadt et de 1979 à 1984 son maire.

## Honneurs
En 1991, Heidtmann reçoit l'ordre du Mérite de la République fédérale d'Allemagne.